# 유리 수슬로파로우
유리 볼로디미로비치 수슬로파로우(우크라이나어: Юрій Володимирович Суслопаров; 1958년 8월 14일, 하르키우 주 하르키우 ~ 2012년 5월 28일, 모스크바 주 파블로프스카야 슬로보다)는 소련의 전 축구 선수이자 감독이다.

## 수상
- 소비에트 톱리그
  - 우승: 1987, 1989
  - 3위: 1986
- 1980년 유럽 U-21 선수권 대회 우승

## 국가대표팀 경력
수슬로파로우는 1981년 10월 7일에 튀르키예와의 월드컵 예선전에서 국가대표팀 신고식을 치렀다. 그는 1982년 월드컵 본선에 참가해 세비야에서 1-2로 패한 브라질과의 경기에서 후반전 교체로 출전했다.